# جمعية الشفافية الكويتية

## فكرة إنشاء الجمعية

### الشفافية
جاء في المادة الثانية من النظام الأساسي للجمعية أن الشفافية هي: من له مصلحة مشروعة في أن يعرف معلومة فله الحق بذلك.

### الفساد
ونعني بالفساد هو: سوء استغلال السلطة - في القطاع العام والقطاع الخاص والقطاع الأهلي - المكلف بها الفرد لتحقيق منافع خاصة أو الإضرار بمصالح الدولة والمجتمع بطرق غير مشروعة.

## بداية نشأة الجمعية
قام «جهاز خدمة المواطنين و تقييم أداء الجهات الحكومية» بإعداد دراسة قيمة عن الفساد في الكويت تم نشرها خلال الربع الاخير من العام 2004م.
حيث أظهرت الدراسة أن مؤشرات تفشي الفساد مفزعة للغاية. لذلك كان لابد لكل قوى المجتمع ان تساهم بعمل شيء ايجابي للحد من غول الفساد الذي أخذ يستشرى في جسد المؤسسات الحكومية و الاهلية على حد سواء.
ولما كانت مؤسسات المجتمع المدني تخلوا من واحدة متخصصة في مجال تعزيز الشفافية و مناهضة الفساد. فقد بدأ التوجه لتأسيس جمعية نفع عام وفق القانون الكويتي تقوم بهذا العبء على مستوى المجتمع المدني. فتشكلت لجنة تحضيرية مطلع يناير 2005م، تكونت من خمس أعضاء وهم:
- صلاح محمد الغزالي
- أحمد عبد المحسن المليفي
- انتصار عبد الرحيم السويدي
- سلمى حمد العيسى
- صلاح الدين طعمة الشمري

و تم الاتفاق على تكليف صلاح الغزالي رئاسة اللجنة التحضيرية. وكانت مهمة اللجنة التحضيرية هي إعداد مسودة النظام الأساسي و اختيار اسم الجمعية والتحضير لانعقاد جمعية عمومية تأسيسية، واختيار الاعضاء المؤسسين.
وقد انجزت هذه المهام خلال فترة قصيرة، و تمت الدعوة لانعقاد الجمعية العمومية التأسيسية في يوم الاثنين 7 مارس 2005م.
انعقدت الجمعية العمومية في الموعد المحدد، و بلغ الأعضاء المؤسسين 	(111) عضواً.
وتولت اللجنة التحضيرية رئاسة الاجتماع و تنظيم جدول أعماله وإدارته.
وتم التداول في النظام الأساسي واعتماده، وتم تكليف مجلس الإدارة الأول المنتخب بمتابعة إشهار الجمعية مع وزارة الشئون الاجتماعية والعمل.

## أعضاء مجلس الإدارة
تم انتخاب أول مجلس إدارة بالتزكية، وقد اجتمع المجلس مباشرة بعد الجمعية العمومية التأسيسية، وتم توزيع المناصب بالتزكية على النحو التالي:
- صلاح محمد الغزالي - (رئيساً)
- أحمد عبد المحسن المليفي - (نائباً للرئيس)
- علي عبد العزيز النمش - (أميناً للسر)
- انتصار عبد الرحيم السويدي - (أميناً للصندوق)
- صلاح الدين طعمة الشمري - (عضواً) (صار فيما بعد مفوض العلاقات الدولية)
- عبد الإله محمد رفيع معرفي - (عضواً)
- حسام صالح التنيب - (عضواً)

## مرحلة إشهار الجمعية
ووفقاً للإجراءات المطلوبة، قام مجلس الإدارة بتقديم 	محضر اجتماع الجمعية العمومية التأسيسية والنظام الأساسي الذي تم اعتماده إلى وزارة الشئون الاجتماعية والعمل وبدا العمل على إشهار الجمعية مع الجهات المعنية.
ولقد طلبت الوزارة تعديل بعض المواد لتتناسق مع قوانين و لوائح الوزارة.
ولما رأى مجلس الإدارة أن التعديلات المطلوبة لا تؤثر سلبا في أهداف الجمعية فقد وافق عليها، ثم انتقل طلب الإشهار إلى مجلس الوزراء الذي أحالة إلى اللجنة القانونية الوزارية برئاسة وزير العدل، فطلبت اللجنة إجراء تعديل في مادتين، ولما رأى مجلس الإدارة أنه لامانع من هذا التعديل سيما وأنه شكلي ولايؤثر سلبا بأهداف الجمعية ووسائلها فقد تمت الموافقة على إجراء التعديلات. فتم إشهار جمعية الشفافية الكويتية في القرار الوزاري الذي صدر بتوقيع وزير الشئون الاجتماعية و العمل ونشر في الجريدة الرسمية «الكويت اليوم» في 26 مارس 2006م.